# دنیای فنف
دنیای فنف (به انگلیسی: FNaF World) یک بازی ویدئویی نقش‌آفرینی مستقل است که توسط اسکات کاتن ساخته شده است. این اولین اسپین آف رسمی سری پنج شب با فردی و پنجمین بازی به طور کلی است. این بازی در تاریخ ۱ بهمن ۱۳۹۴ برای مایکروسافت ویندوز و در ۲۳ دی ۱۳۹۵ برای اندروید منتشر شد، اما با گیم‌پلی ناتمام و تعداد زیادی باگ همراه بود که منجر به استقبال بد و در نهایت تصمیم برای حذف بازی از ویترین فروشگاه‌های دیجیتال شد. در ۱۹ بهمن ۱۳۹۴، بازی به روز شد و مجدداً در گیم جالت به صورت رایگان منتشر شد.

## گیم‌پلی
بازیکن دارای دو حالت برای بازی است: ماجراجویی و مهمانی ثابت. این بازی همچنین دارای دو سطح دشواری برای انتخاب است، عادی و سخت. بازیکن با انتخاب دو حزب متشکل از چهار شخصیت شروع می‌کند. شخصیت‌های آغازین، نسخه‌های اصلی و اسباب‌بازی اولین شخصیت‌های بازی‌های اصلی، همگی در داخل و خارج از مهمانی قابل تعویض هستند. همانطور که بازیکن ادامه می دهد، آنها شخصیت های بیشتری را برای قرار دادن در مهمانی خود جمع آوری می کنند و در مجموع ۴۰ شخصیت از چهار بازی اول موجود است. در طول مسیر، شخصیتی که به نام فِرِدبِر شناخته می‌شود، نکاتی را در مورد کارهای بعدی به بازیکن می‌دهد. این نکات اغلب به دلیل آگاهی ظاهری فردبر از موقعیتی که در آن قرار گرفته است، دیوار چهارم را می‌شکند.
گیم‌پلی شامل کاوش در دنیای بازی و دسترسی به مناطق جدید است. هنگامی که نواحی جدید آشکار می‌شوند و یک دکمه خاص در آنها فشار داده می‌شود، بازیکن می‌تواند از "پرش" برای تلپورت بین هر منطقه از طریق یک نقشه دنیا استفاده کند. ابتدا، جهان به سبک دوبعدی آتاری به تصویر کشیده می شد، اما از نسخه ۱.۲ که در می ۲۰۱۶ منتشر شد، جهان به سبک سه بعدی از پیش رندر شده بازطراحی شد. شخصیت‌های دشمن زیادی را می‌توان در طول بازی پیدا کرد که هر کدام منحصر به منطقه خود هستند که می‌توان با آنها مبارزه کرد. با شکست دادن یک دشمن، بازیکن امتیازات تجربه و «نشانه‌های فز» را به دست می‌آورد که برای خرید ارتقاءهایی مانند «تراشه» و «بایت» برای کمک به بازیکن در طول بازی استفاده می‌شود.
نبردها شامل برخوردهای تصادفی مبتنی بر نوبت، با چندین باس‌فایت است. برای هر نوبت، به بازیکن برای هر کاراکتر انتخاب داده می‌شود و باید یکی از سه دستور خود را انتخاب کند که بسته به شخصیت‌ها متفاوت است. دستورات دارای برچسب‌های رنگی متفاوتی هستند و تاثیرات متفاوتی دارند، از جمله شفا دادن به تیم (صورتی)، فراهم کردن حالت دوستداران (سفید)، حملات تک هدف (نارنجی)، حملات منطقه‌ای (قرمز)، حملات سمی (سبز)، و احتمالی فوری حملات کشتن (سیاه)، در میان دیگران. هنگامی که یک نوبت استفاده می‌شود، بازیکن باید مدتی صبر کند تا نوبت بعدی شروع شود. بازیکن همچنین می‌تواند در هر زمان مهمانی فعلی را با رزرو تعویض کند. پس از هر نبرد، همه شخصیت‌ها، از جمله کسانی که ممکن است ناک اوت شده باشند، به سلامت کامل باز می‌گردند.
نسخه گیم جالت گرافیک جهان را به ۴ بعدی از قبل رندر شده ارتقا داد. نسخه ۱.۲ یک منطقه جدید اضافه کرد که در آن بازیکن مینی‌گیم‌هایی مانند "جنگجویان فاکسی"، "جادوی رنگین کمان چیکا"، "فاکسی.ای‌اکس‌ای" و "فنف ۵۷: فردی در فضا" را برای باز کردن شخصیت‌های جدید تکمیل می‌کند.

### داستان
دنیای فنف در دنیایی اتفاق می‌افتد که در آن دشمنان و شخصیت‌های مختلفی از سری پنج شب با فردی زندگی می‌کنند که در زیستگاه‌های مختلفی از جمله دشت برفی، جنگل، قبرستان، دریاچه، کارناوال و غار زندگی می‌کنند. همچنین یک بعد درونی وجود دارد که به عنوان "طرف مقابل" شناخته می‌شود، که در آن چندین گلیچ وجود دارد که امکان سفر به مکان‌های غیرقابل دسترس را فراهم می کند. طرف مقابل در مجموع دارای چهار لایه است، اگرچه فراتر رفتن از سطح سوم یک نقطه بدون بازگشت است که منجر به یک پایان متناوب می‌شود. به روزرسانی ۲، منطقه بروزرسانی هالووین را اضافه کرد، که از آنجا می‌توان به مینی‌گیم‌های مختلف، به همراه منطقه نهایی دسترسی داشت: یک پیچ و خم سمی که باس‌‎فایت نهایی بروزرسانی ۲ در آن قرار دارد.

## توسعه
دنیای فنف اولین بار در ۲۴ شهریور ۱۳۹۴ در یک پست استیم توسط کاتن اعلام شد. بعداً یک تریلر در یوتیوب آپلود شد که شخصیت‌های چهار بازی قبلی را زیبا نشان می‌داد. این اعلامیه به دلیل اقدامات روابط عمومی مشابه انجام شده توسط کاتن به عنوان یک فریب در نظر گرفته شد، اما تا زمان انتشار آن رد نشد. کاتن اشاره کرد که این بازی یک اسپین‌آف است، با توجه به اینکه آرک اصلی پنج شب با فردی با بازی چهارم تکمیل شد. اگرچه در ابتدا برای انتشار در ۱۳ بهمن ۱۳۹۴ برنامه ریزی شده بود، کاتن انتشار را به ۲ بهمن ۱۳۹۴ تغییر داد، اما در نهایت یک روز دیگر زودتر، به ترتیب در ۱ بهمن ۱۳۹۴، عرضه شد و آن را به صورت دیجیتالی از طریق استیم منتشر کرد.
در ۱۹ بهمن ۱۳۹۴، یک نسخه بروز شده برای گیم جالت به عنوان یک نرم‌افزار رایگان منتشر شد که دارای یک جهان جدید و همچنین ویژگی‌های جدید دیگر بود.
پس از انتشار، جامعه و منتقدان بازی را به دلیل از دست دادن ویژگی‌های کلیدی، ناپایدار بودن و به طور کلی ناتمام مورد انتقاد قرار دادند، که بعداً کاتن بابت آن عذرخواهی کرد و اظهار داشت که "[او] بیش از حد مشتاق نشان دادن چیزهایی بود که تمام شده بود، [او] از پرداخت غفلت کرد. توجه به چیزهایی که نبودند." او با جامعه موافق بود که در انتشار عجله کرده است و وضعیت خشن بازی غیرقابل قبول است. کاتن اظهار داشت که او سخت کار می‌کند تا بازی را مرتب کند، اما این در نهایت منجر به این شد که کاتن به طور موقت بازی را از استیم حذف کند و به همه کسانی که آن را خریداری کرده بودند بازپرداخت کند. بعداً اعلام شد که پس از اصلاح بیشتر بازی، ابتدا به صورت رایگان برای گیم جالت منتشر می‌شود و از آن نقطه به بعد آزاد می‌ماند.
در ۲۴ اردیبهشت ۱۳۹۵، دومین به‌روزرسانی برای دنیای فنف منتشر شد که شامل شخصیت‌های جدید و نقشه جدید، و همچنین صداگذاری بود.
در ۲۳ دی ۱۳۹۵، دنیای فنف در اندروید منتشر شد، اما روز بعد حذف شد. در ۱۲ بهمن ۱۳۹۵، کاتن هرگونه شایعه‌ای درباره «به‌روزرسانی ۳» را که به شدت گمانه‌زنی می‌شد را رد کرد و گفت که هیچ بروزرسانی دیگری برای بازی ارائه نخواهد شد. او نارضایتی خود را از این بازی ابراز کرد و اظهار داشت که اکثر اشتباهات در توسعه "خیلی زود" انجام شده است و تلاش برای بهتر شدن بازی "به معنای بازسازی بازی از ابتدا خواهد بود". او بعداً بازی را از استیم حذف کرد.

## پذیرایی
دنیای فنف عموماً با استقبال متفاوتی در میان منتقدان و جامعه روبرو شد، و بسیاری از گیمرهای یوتیوب مسئول راه‌اندازی این فرنچایز با محبوبیت بالا بودند. با این حال، مارکیپلایر، خالق محتوای محبوب، که اغلب به او اعتبار می‌دهند که بازی اصلی را از ابهام بیرون آورده است، تصمیم گرفت آن را بازی نکند، که به احتمال زیاد بر نحوه واکنش منتقدان به این اسپین‌آف تأثیر گذاشت. با این حال، آنجلو ام. دآرژنیو از ده اسکیپست به بازی نقد و بررسی مناسبی ارائه کرد و اظهار داشت که "دنیای پنج شب با فردی یک جی‌پی‌آرجی تقلید آمیز یکپارچه‌سازی با سیستم‌عامل است که اکنون ناقص به نظر می‌رسد، اما با انتشار وصله‌ها به طور پیوسته بهتر می‌شود." ۳ از ۵ ستاره. با این حال، بازی هرگز به موفقیتی که پنج شب دیگر در بازی های فردی رسید، نرسید.